# علی رادمند
علی رادمند (زاده ۱۳۵۶ در تهران) کاریکاتوریست، تصویرگر و انیماتور و طراح گرافیک اهل ایران است.

## زندگی‌نامه
رادمند در سال ۱۳۵۶ به دنیا آمد. او دیپلم هنرهای تجسمی خود را از هنرستان صدا و سیما گرفت و کارشناسی گرافیک را در دانشگاه آزاد تهران به پایان رساند. او فعالیت حرفه‌ای خود را از سال ۱۳۷۲ به عنوان کارتونیست و کاریکاتوریست در نشریاتی مانند گل آقا آغاز کرد. همزمان با کاریکاتور رادمند از سال ۱۳۷۳ تا سال ۱۳۷۴ به عنوان انیماتور در صدا و سیما مشغول به فعالیت بوده است.

## آثار و نمایشگاه‌ها
موارد زیر برخی از تصویرسازی‌های رامند است:
- طراحی و تصویرگری کاراکترهای موسسه خیریه کودکان سرطانی محک [۳]
- طراحی و تصویرگری شخصیت میمون در برند چیتوز ایران[۴]
- نمایشگاه گروهی کارتون طنزیم [۵]
- تصویرگر کتاب قصه فیل، فصه مار، فصه زرافه از انتشارات علمی و فرهنگی، نویسنده هوشنگ معمارزاده

## جوایز
- جایزه دوم در دومین مسابقه بین‌المللی کاریکاتور گل‌آقا با موضوع «راه و سفر»۱۳۸۱ [۶]
- برنده بخش کاریکانور در جشنواره دبلیو سی سی، چین [۷]
- برنده جایزه بخش چهره و کمیک استریپ هشتمین دوسالانه بین‌المللی کاریکاتور ایران[۸]